# Józef Mazur (1913–1944)
Józef Mazur ps. Skrzypik (ur. 1913 w Aleksandrowie, zg. 25 czerwca 1944 pod Osuchami) – żołnierz Batalionów Chłopskich i Armii Krajowej w obwodzie Biłgoraj Okręgu Lublin, zastępca dowódcy oddziału partyzanckiego Wara i dowódca samodzielnego oddziału partyzanckiego BCh, stopień wojskowy plutonowy

## Życiorys
Urodził się jako syn Jana i Katarzyny. Z zawodu był rolnikiem. Brał udział w licznych akcjach bojowych, m.in. w walkach w maju 1944 z oddziałami niemieckimi nad Tanwią. Zginął dowodząc oddziałem podczas niemieckiej operacji Sturmwind II w bitwie pod Osuchami - największej bitwie partyzanckiej II wojny światowej. 
Został pochowany na cmentarzu w Aleksandrowie